# Marie-Christine d'Autriche (1858-1929)
Pour les articles homonymes, voir Marie-Christine d'Autriche (homonymie).
Marie-Christine d'Autriche, née le 21 juillet 1858 au château de Groß Seelowitz (Židlochovice), près de Brno et morte le 6 février 1929 à Madrid, est une archiduchesse d'Autriche de la branche de Teschen, devenue reine d'Espagne par son mariage avec Alphonse XII puis régente pour son fils Alphonse XIII.

## Biographie

### Jeunesse
Arrière-petite-fille de l'empereur Léopold II du Saint-Empire, l'archiduchesse est la fille de l'archiduc Charles-Ferdinand, frère cadet de l'archiduc Albert, duc de Teschen, et de l'archiduchesse Élisabeth, fille de l'archiduc Joseph, palatin de Hongrie.
Elle est la sœur cadette de l'archiduc Frédéric et de la reine Marie-Thérèse de Bavière. Les reines Marie-Thérèse des Deux-Siciles et Marie-Henriette de Belgique étaient ses tantes.
Fort éloignée du trône, elle est d'abord nommée abbesse séculière d'un chapitre de dames nobles, mais doit, à 21 ans, abandonner la vie confortable et sage d'une chanoinesse pour épouser le 29 novembre 1879 Alphonse XII d'Espagne. Ce mariage avait été favorisé par l'infante Marie-Isabelle d'Espagne, sœur  aînée du roi et veuve du prince Gaëtan de Bourbon-Siciles, cousin germain de l'archiduchesse.
Ayant récupéré le trône de ses ancêtres en 1874 après une période d'anarchie, le jeune roi est veuf de la très populaire infante Mercedes de Bourbon et Orléans dont il a été très amoureux.
Faute de candidates — le roi avait espéré épouser Marie-Christine d'Orléans, sœur de sa défunte femme, mais la promise est morte peu après la célébration des fiançailles — le fringant Alphonse XII se remarie contraint et forcé avec Marie-Christine d'Autriche et la trompe copieusement. En rencontrant sa fiancée et sa future belle-famille, il aurait dit à un de ses proches « La mère me plaît énormément mais c'est la fille que je dois épouser ». La reine Marie-Christine donne d'abord deux filles à son époux. Elle est enceinte pour la troisième fois quand elle devient veuve à l'âge de 27 ans.

### Descendance

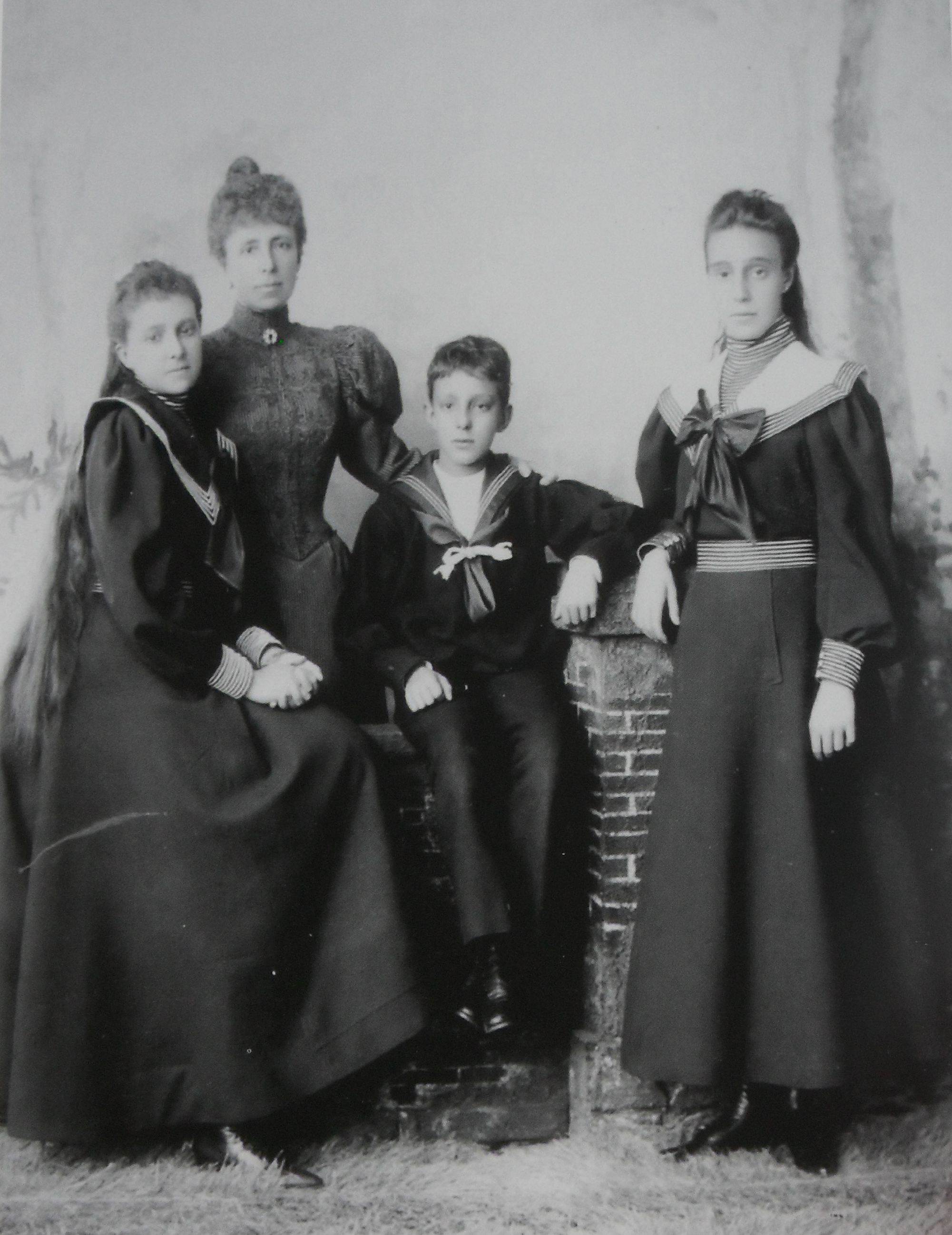
La reine Marie-Christine et ses enfants, en 1897.

Trois enfants naissent de son union avec le roi Alphonse XII :
- Maria de las Mercedes (1880-1904), héritière présomptive jusqu'à la naissance de son frère en 1886. Elle épouse en 1901 Charles des Deux-Siciles ;
- Marie-Thérèse (1882-1912), elle épouse en 1906 Ferdinand-Marie de Bavière, infant d'Espagne ;
- Alphonse XIII, né en 1886 après la mort de son père et roi dès sa naissance, il épouse en 1906 Victoire-Eugénie de Battenberg (1887-1969).

### Régence

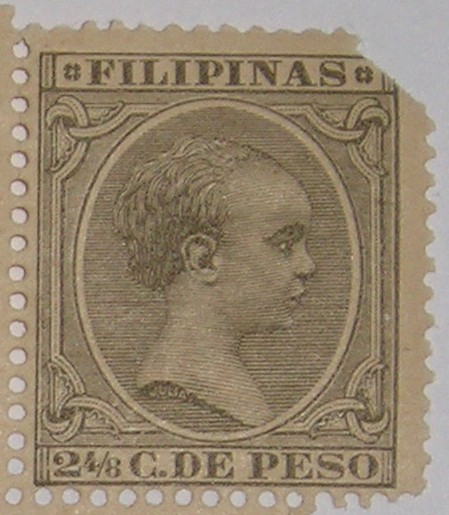
Le roi Alphonse XIII, 4 ans, sur un timbre philippin (1890)

Régente de 1886 à 1902 d'un royaume en proie à l'anarchie — assassinat du Premier ministre Manuel Cánovas del Castillo en 1897 — elle se fait apprécier de ses sujets par sa grande dignité, sa hauteur morale et sa conduite irréprochable qui la distinguent des reines d'Espagne de la maison de Bourbon qui l'ont précédées.
L'exécution du poète Jose Rizal, héros involontaire des révolutionnaires philippins, provoque une vive réaction des États-Unis et malgré les avertissements de sa belle-sœur, l'infante Eulalie, la reine-mère a à mener une guerre désastreuse de dix semaines contre les États-Unis (avril – août 1898) auxquels elle doit céder, par le traité de Paris, les dernières colonies espagnoles, Philippines, Porto Rico et Guam contre la somme de vingt millions de dollars, tandis que Cuba obtient son indépendance.
C'est une souveraine vaincue qui apprend deux semaines plus tard l'assassinat dont a été victime sa tante par alliance, l'impératrice et reine Élisabeth d'Autriche-Hongrie (surnommée Sissi), puis le mariage morganatique de l'archiduc-héritier François-Ferdinand et l'assassinat du roi Humbert Ier d'Italie en 1900.
En 1902, le roi ayant atteint ses seize ans, la régente cède à son fils les rênes du pouvoir.

### Vieillesse

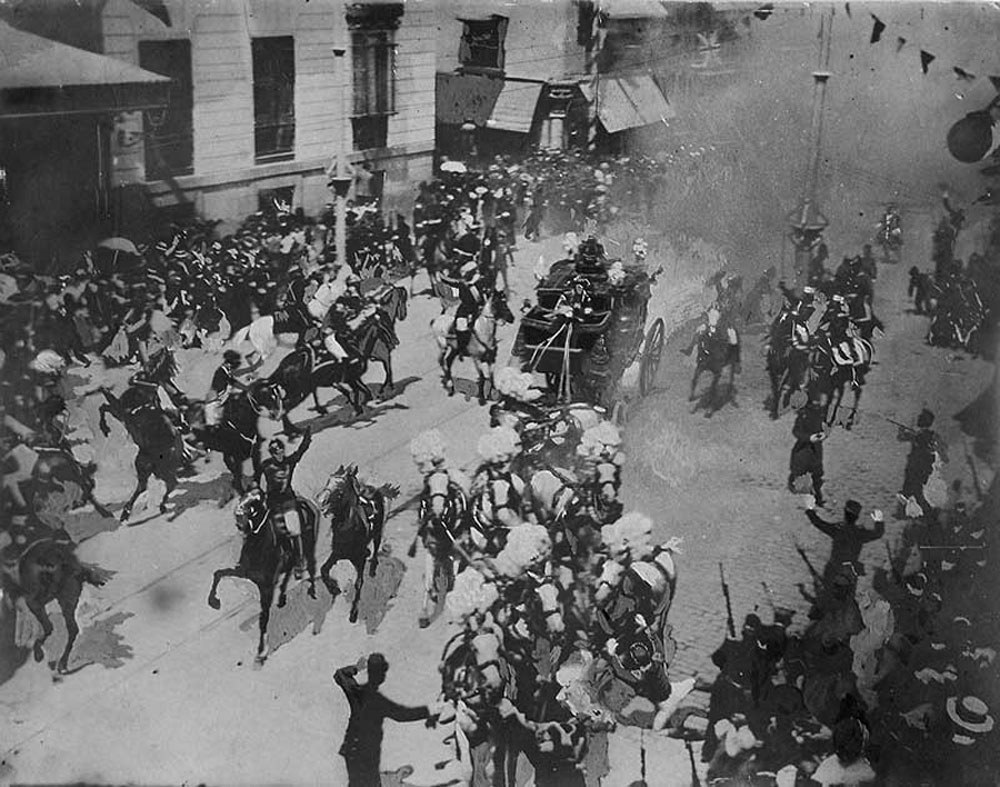
L'attentat lors du mariage royal (1906).

En 1906, elle assiste au mariage de son fils Alphonse XIII avec Victoire-Eugénie de Battenberg, une des nombreuses petites-filles de la reine Victoria Ire du Royaume-Uni qui, dès son mariage, prend le pas sur l'ex-régente.
Le mariage est endeuillé par un attentat anarchiste qui fait des dizaines de victimes. Comme sa cousine, la tsarine de Russie Alexandra Féodorovna, Victoria-Eugénie transmet à ses fils aînés le gène de l'hémophilie, ce qui, à l'époque, leur laissait peu de chance de survie et brise le couple royal. Par prudence politique, le roi oblige plus tard ses deux aînés à renoncer à leurs droits en faveur de leur cadet l'infant Jean, comte de Barcelone.
Prenant pour marraine l'ex-impératrice des Français Eugénie, la jeune femme se convertit au catholicisme à la différence de sa cousine Béatrice de Saxe-Cobourg-Gotha qui, n'étant pas appelée à ceindre la couronne, conserve le luthéranisme de son enfance en épousant en 1909 le duc de Galliera, cousin germain du roi.
Par ailleurs, le roi entretient avec cette cousine une relation qui fait jaser. La reine convoque à Saint Sébastien la duchesse et lui enjoint de quitter l'Espagne. La duchesse refusant d'obtempérer, la reine douairière obtient de son fils l'exil de la duchesse scandaleuse. Cependant, le roi permet bientôt à sa cousine de revenir sur le territoire espagnol[réf. nécessaire].

### La Première Guerre mondiale et l'entre-deux-guerres

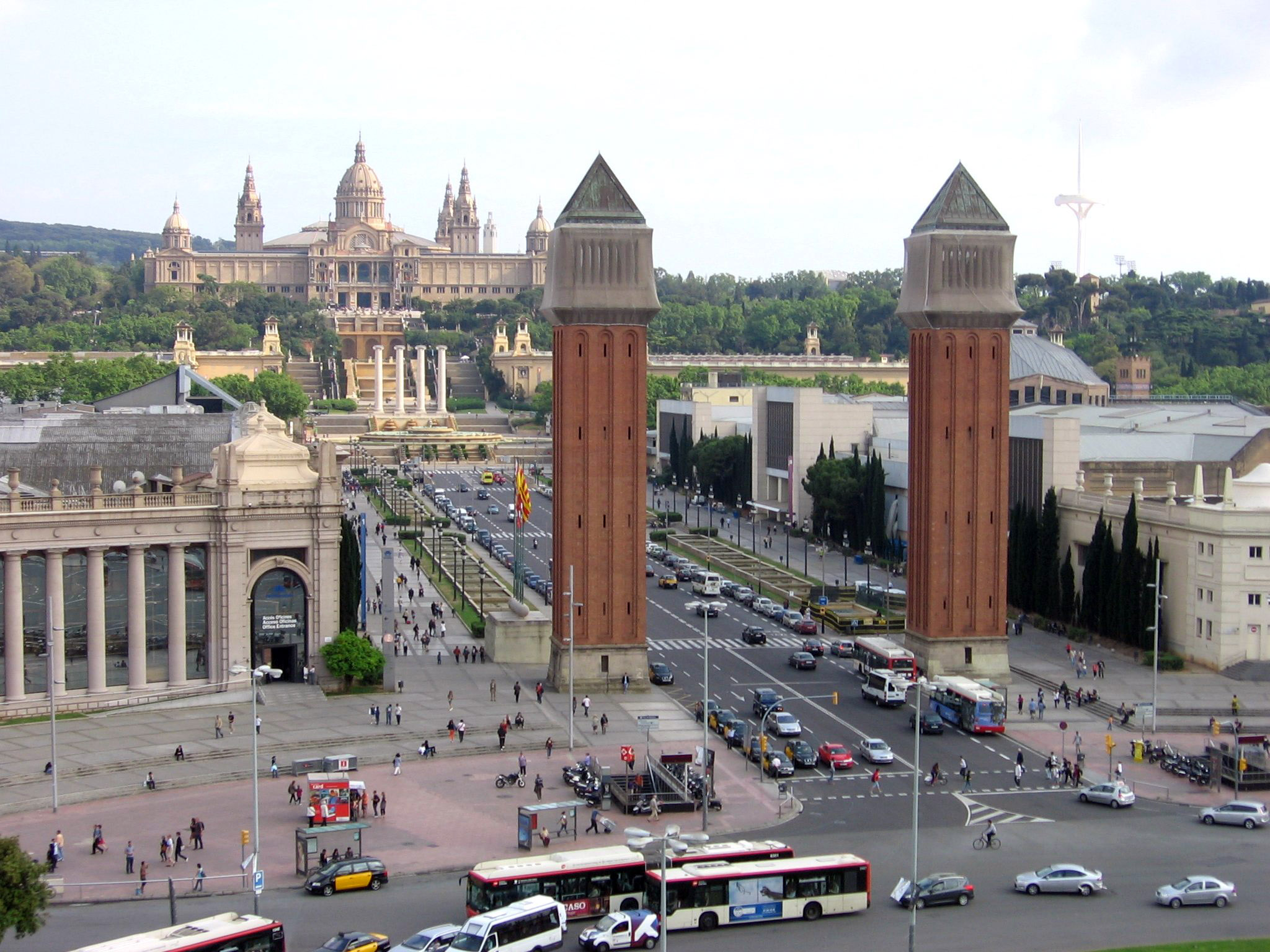
L'avenue de la Reine Marie-Christine, à Montjuïc (Barcelone).

L'Espagne demeure neutre durant la Grande Guerre et en 1916, la reine-douairière fait nommer le duc de Galliera, son neveu, à l'ambassade d'Espagne à Berne. On prétend en effet que la duchesse de Galliera, bien que membre de la famille royale et cousine germaine de la reine Victoire-Eugénie, est la maîtresse du roi.
Dans les années 1920, après la mort en exil de l'empereur Charles Ier d'Autriche, la reine Marie-Christine incite son fils à accueillir la jeune impératrice-douairière Zita d'Autriche, qui est sans ressources et a huit enfants.
Marie-Christine de Habsbourg-Lorraine-Teschen meurt en 1929, âgée de 70 ans.
Deux ans plus tard, son fils doit partir en exil et la république est proclamée. Elle est l'arrière-arrière-grand-mère du roi actuel Felipe VI.

## Distinctions
- 1er septembre et 29 novembre 1879 : dame puis grande maîtresse de l'ordre de la reine Marie-Louise [1]
- 14 novembre 1879 : dame de l'ordre royal de Sainte-Isabelle de Portugal [2]
- 14 octobre 1886 : dame grand-croix de l'ordre de l'Immaculée Conception de Vila Viçosa
- 1886 : récipiendaire de la Rose d'or [3]
- 20 janvier 1887 : dame grand-croix de l'ordre de Sainte-Catherine
- 16 février 1889 : dame grand cordon de l'ordre de la Couronne précieuse [4]
- 18 octobre 1897 : dame de l'ordre de la dynastie Chakri
- 17 novembre 1898 : grand-croix de l'ordre national de la Légion d'honneur [5]
- 1898 : dame grand-croix de l'ordre d'Élisabeth
- 19 janvier 1902 : dame grand cordon de l'ordre de Léopold
- Dame de l'ordre de la Croix étoilée, première classe
- Dame de l'ordre de Sainte-Élisabeth, première classe
- Dame d'honneur de l'ordre de Thérèse
- Dame grand cordon de l'ordre de la Charité
- Dame de l'ordre royal de Victoria et Albert, première classe[6]

## Postérité
- L'avenue de la Reine Marie-Christine, à Barcelone, est nommée en sa mémoire à l'occasion de l'Exposition internationale de 1929.